# Maison royale de Saint-Louis
Vous lisez un « bon article » labellisé en 2007.
La Maison royale de Saint-Louis est un pensionnat pour jeunes filles créé à Saint-Cyr, actuelle commune de Saint-Cyr-l'École (Yvelines), le 15 juin 1686 par lettres patentes du roi Louis XIV, à la demande de Madame de Maintenon qui souhaitait la création d'une école destinée aux jeunes filles de la noblesse pauvre. Cet établissement, bien qu'il perdît sa place de premier rang à la suite de la disparition de Louis XIV puis de sa fondatrice, marqua une évolution certaine de l'éducation des jeunes filles sous l'Ancien régime.
L'établissement fut maintenu pendant les premières années de la Révolution française, mais ferma définitivement ses portes en mars 1793. Napoléon Ier s'inspira de la Maison royale de Saint-Louis pour créer la maison des demoiselles de la Légion d'honneur, qui existe encore aujourd'hui sous le nom de maison d'éducation de la Légion d'honneur.

## L'origine de la Maison royale de Saint-Louis

### Les vœux de Madame de Maintenon
L'origine de la Maison royale de Saint-Louis est fortement liée à la jeunesse de Madame de Maintenon. Issue elle-même d'une famille noble, mais ruinée, elle ne connut dans sa jeunesse qu'une instruction limitée, celle dispensée par les couvents qui assuraient l'instruction des jeunes filles nobles. On n'y enseignait qu'un minimum de connaissances en français, latin, calcul et travaux ménagers, l'accent était mis principalement sur la religion et la liturgie, et on n'y donnait aucune ouverture sur le monde réel.
Elle fréquenta par la suite les milieux intellectuels grâce à son premier mari Scarron, puis devint gouvernante des enfants de Louis XIV et de Madame de Montespan, ce qui lui donna une expérience et une vocation d'éducatrice. Une fois aux côtés du roi Louis XIV, Madame de Maintenon eut à cœur d'améliorer l'instruction des jeunes filles de la noblesse pauvre, de plus en plus nombreuses dans le pays, car beaucoup de gentilshommes de province se faisaient tuer lors des guerres ou se ruinaient au service de l'État.

### La fondation de la Maison royale de Saint-Louis

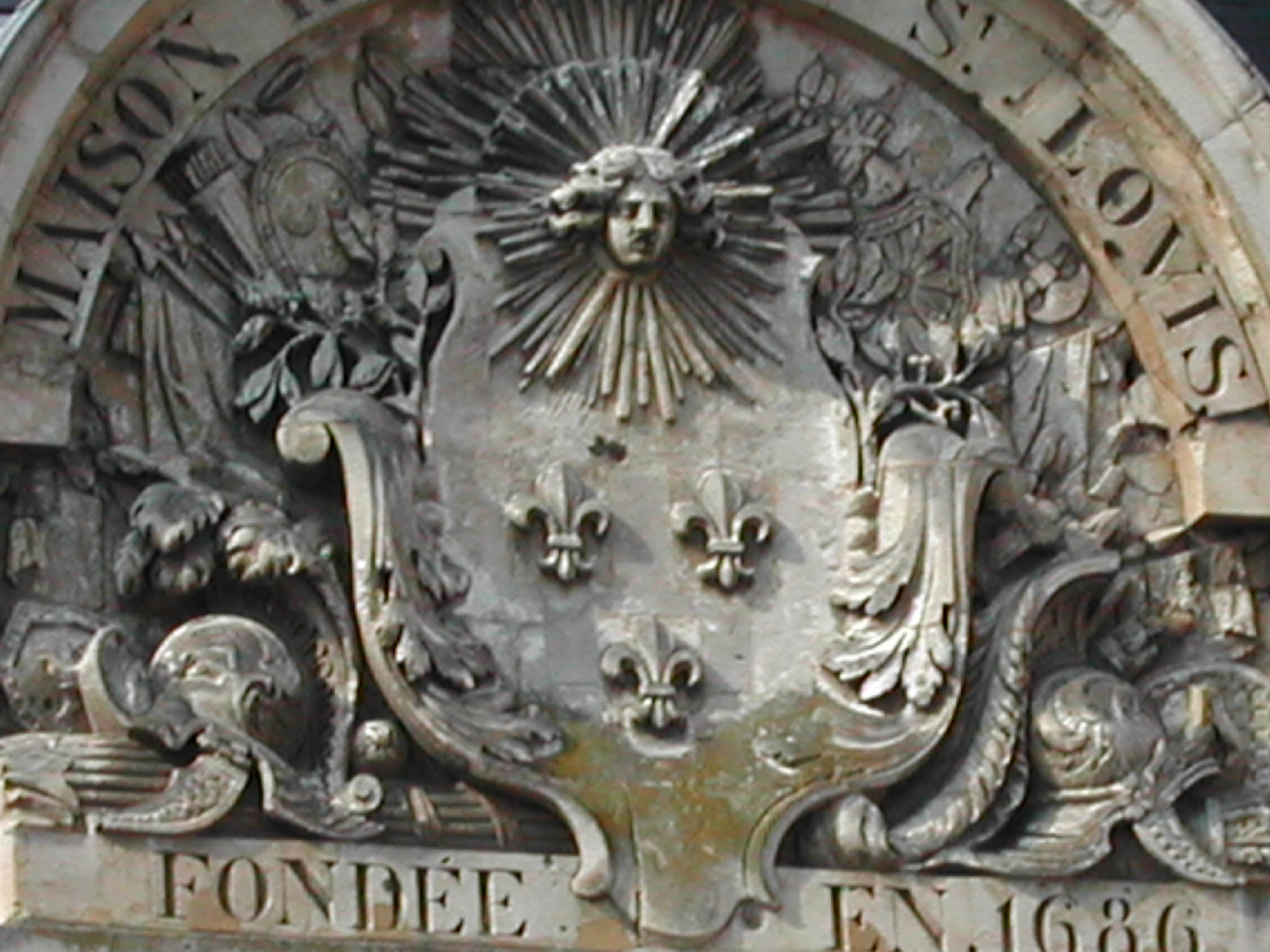
Fronton de la Maison royale de Saint-Louis à Saint-Cyr-l'École.

En 1680, Madame de Maintenon remarqua deux religieuses, l'ancienne ursuline Madame de Brinon et sa parente Madame de Saint-Pierre, qui tenaient une petite école destinée aux jeunes filles pauvres afin de les placer comme domestiques.
Elle les établit à Rueil en 1681, dans une maison qu'elle avait louée et aménagée, où elle ajouta vingt filles de la noblesse pauvre aux élèves issues du peuple, qui recevaient une instruction différente. Le 3 février 1684, l'école des filles de la noblesse pauvre fut déplacée à Noisy-le-Roi, avec l'aide du roi qui offrit le château de Noisy qu'il venait d'acquérir et d'aménager, pour accueillir plus de 180 pensionnaires,.
Le 15 août 1684, en Grand Conseil, Louis XIV décréta la fondation « d'une maison et communauté où un nombre considérable de jeunes filles, issues de familles nobles et particulièrement des pères morts dans le service […] soient entretenues gratuitement […] et reçoivent toutes les instructions qui peuvent convenir à leur naissance et à leur sexe […] en sorte qu'après avoir été élevées dans cette communauté, celles qui en sortiront puissent porter dans toutes les provinces de notre royaume des exemples de modestie et de vertu […]. »
Le domaine de Saint-Cyr fut attribué en 1685, et le roi ordonna de grands travaux sur le domaine en bordure de Versailles. Les travaux furent dirigés par Jules Hardouin-Mansart. En juin 1686, après quinze mois de travaux, Louis XIV fit don du domaine à la Maison royale de Saint-Louis, les lettres patentes des 18 et 26 juin 1686 confirmant la fondation de l'établissement.
Du 26 juillet au 1er août 1686, les pensionnaires, appelées « Demoiselles de Saint-Cyr », firent leur entrée dans l'établissement, en grande pompe grâce à Louis XIV qui avait prêté ses carrosses et ses gardes suisses. Madame de Brinon fut nommée supérieure à vie, et Madame de Maintenon reçut le titre d'« Institutrice de la Maison royale de Saint-Louis » qui lui accordait toute autorité sur la Maison. Le roi lui accorda également la jouissance à vie d'un appartement à Saint-Cyr où elle pouvait se rendre quand elle le désirait.
La chapelle de l'école fut consacrée à Notre-Dame le 2 août 1686 et les reliques de Sainte Candide, auparavant conservées à la chapelle de Noisy, y furent transférées.
Louis XIV fit sa première visite à Saint-Cyr en septembre 1686, où il fut accueilli en grande cérémonie par les dames et les pensionnaires.
Dès la fondation de la Maison royale, des personnalités s'y intéressèrent : au début de l'année 1687, Fontenelle, concourant pour le prix d'éloquence de l'Académie, chanta les Demoiselles de Saint-Cyr et « le modèle fameux de la beauté unie à l'innocence ».

## L'établissement

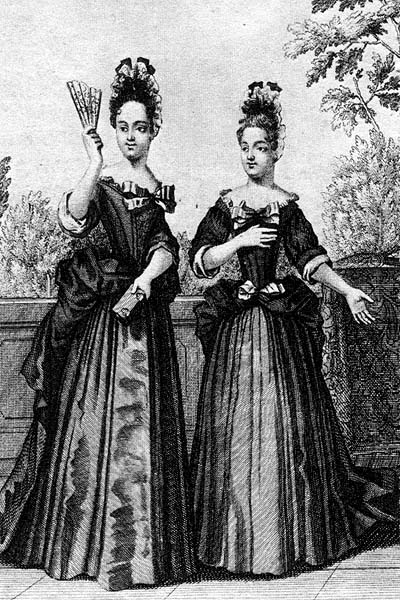
Deux Demoiselles de Saint-Cyr, gravure de Nicolas Bonnart entre 1680 et 1715.

La Maison royale de Saint-Louis était ouverte « aux filles des gentilshommes tués ou ayant ruiné leur santé et leur fortune pour le service de l'État ». Elles devaient avoir entre sept et douze ans pour entrer à la Maison royale. Leur admission était décidée par le roi lui-même, après consultation du juge des généalogies de France qui devait s'assurer que la famille des postulantes appartenait à la noblesse depuis au moins 140 ans. Beaucoup de pensionnaires étaient filles, nièces ou orphelines de militaires ; si beaucoup d'entre elles venaient de Paris ou des environs, il y avait des élèves provenant de toutes les provinces de France et même de l'étranger, avec, par exemple, trois Québécoises (de la « colonie de la Nouvelle-France en Amérique du Nord ») dans les années 1750.
La maison pouvait accueillir 250 « Demoiselles de Saint-Cyr ». Elles étaient sous la responsabilité de 36 Dames éducatrices ou « professes » et 24 sœurs « converses » assurant les tâches domestiques, auxquelles s'ajoutaient des prêtres et du personnel laïc.
Les élèves, âgées de sept à vingt ans, étaient réparties en quatre « classes » en fonction de leur âge. Elles portaient en guise d'uniforme une robe d'étamine brune rappelant les robes de cour, nouée de rubans dont la couleur indiquait la classe de l'élève : « rouge » de 7 à 10 ans, « verte » de 11 à 13 ans, « jaune » de 14 à 16 ans, « bleue » de 17 à 20 ans. Elles étaient coiffées d'un bonnet blanc qui laissait voir en partie les cheveux. Chaque classe disposait de sa propre salle dont les meubles et le décor étaient simples et reprenaient la couleur correspondante. Cette tenue et cette répartition par âges étaient reprises de la maison de Noisy.
Chaque classe était dirigée par une « maîtresse de classe », elle-même secondée par une deuxième maîtresse et des sous-maîtresses. Certaines élèves, parmi les plus âgées et les plus douées, secondaient ces maîtresses et portaient des rubans « feu ». D'autres élèves, également choisies parmi les Demoiselles de la classe « bleue », secondaient les Dames titulaires de certaines fonctions (les « officières ») ; ces demoiselles portaient des rubans noirs. Les maîtresses des classes étaient sous la direction d'une « Maîtresse générale des classes », qui assurait la coordination des différentes classes et avait la responsabilité des élèves en dehors de leurs heures de cours.
Les maîtresses et autres Dames n'étaient initialement pas des religieuses, mais elles devaient cependant prononcer des vœux « simples », c'est-à-dire temporaires, de pauvreté, de chasteté et d'obéissance, ainsi que celui « de consacrer leur vie à l'éducation et instruction des Demoiselles », que Madame de Maintenon jugeait le plus important. Elles étaient uniformément vêtues d'étamine noire, avec un bonnet noir.
Les élèves étaient accueillies à Saint-Cyr jusqu'à l'âge de 20 ans, et n'étaient pas censées quitter la Maison royale avant cet âge, sauf en cas de renvoi, de mariage ou de « circonstances familiales exceptionnelles ». Lorsqu'elles quittaient l'établissement à la fin de leurs études, elles recevaient une dot de 3 000 livres destinée à leur assurer un mariage convenable ou leur permettre d'entrer au couvent. Un nombre croissant d'entre elles ne quitta pas l'établissement et devint éducatrices. Afin d'assurer la qualité de l'enseignement, les élèves qui souhaitaient devenir éducatrices devaient suivre un « noviciat » de six ans durant lequel elles recevaient une formation pédagogique dirigée par la « Maîtresse des novices ».
Les revenus de l'établissement provenaient des rentes et exploitations de ses domaines, des subsides de la Généralité de Paris et des revenus de l'abbaye de Saint-Denis à laquelle elle était rattachée.

## Les bâtiments

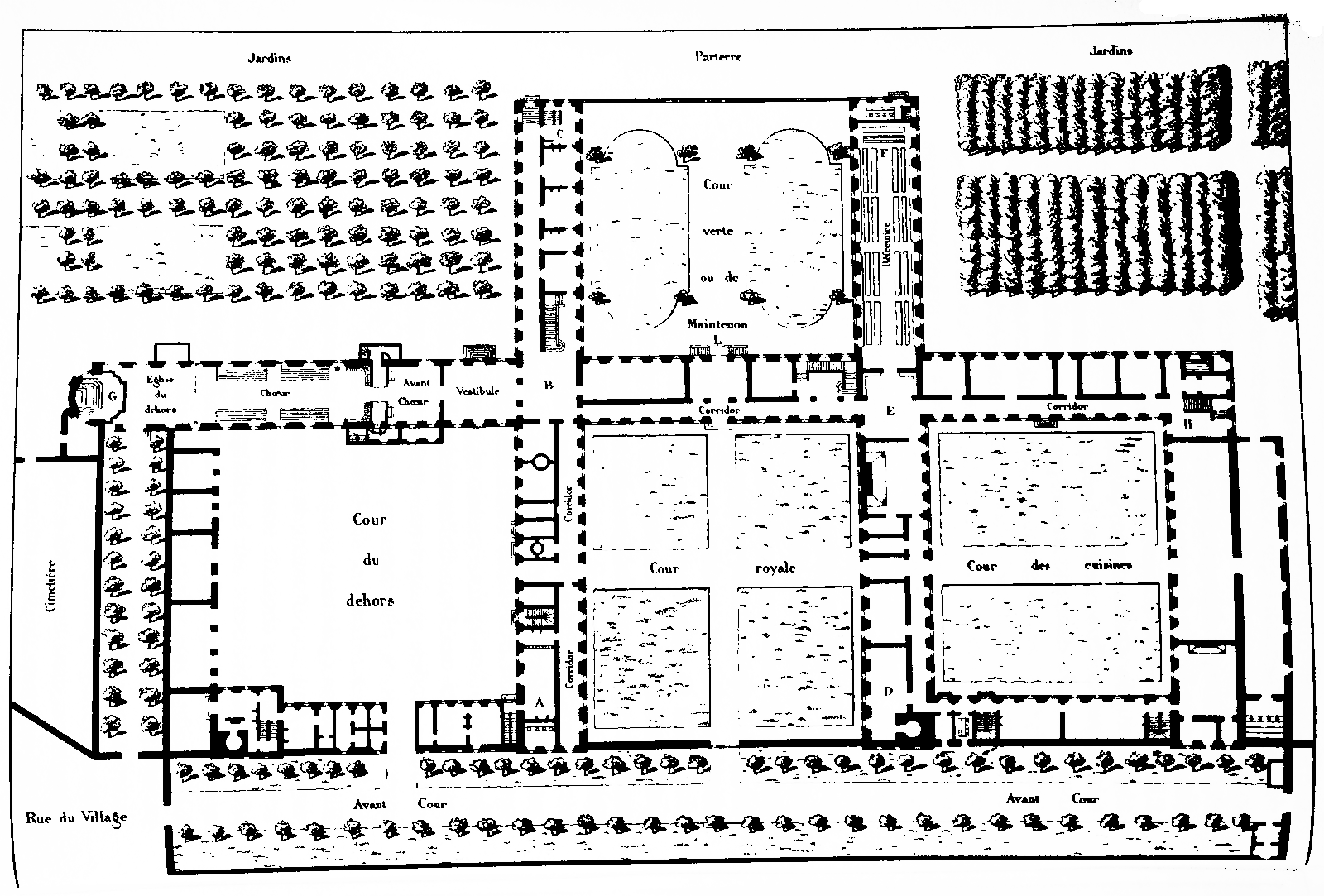
Plan du rez-de-chaussée de la Maison royale de Saint-Louis par Jules Hardouin-Mansart vers 1684-1685.

En concevant les bâtiments de la Maison royale de Saint-Louis, Jules Hardouin-Mansart décida d'un plan en U qu'il utilisait fréquemment, et les bâtiments réservés aux Dames et aux Demoiselles s'inscrivirent dans un H d'imprimerie, auquel il faut ajouter la chapelle de l'école à l'ouest.
Les salles de classe et les dortoirs des élèves étaient situés respectivement au 1er et au 2e étage, les dortoirs se trouvant juste au-dessus des salles de classe correspondantes. Chaque dortoir contenait 40 lits et était entouré de deux cellules destinées aux maîtresses. Chaque salle de classe était également juxtaposée d'un petit dortoir supplémentaire de 20 lits, bordé lui aussi de deux cellules pour les maîtresses. L'infirmerie était placée à l'écart des dortoirs, ce qui permettait d'assurer l'isolement des malades et donc d'éviter la propagation de maladies contagieuses.
Les pièces réservées aux pensionnaires étaient situées à l'est des bâtiments, afin de les éloigner le plus possible de l'entrée des visiteurs, située à l'ouest au niveau de la « cour du dehors ».
Les bâtiments bénéficient de multiples protections au titre des monuments historiques : classement par arrêté du 10 octobre 1942 pour la chapelle, les portes d'accès à la cour d'entrée, la façade du pavillon des archives (construit sous le règne de Louis XV par Gabriel), deux écussons décorant le bâtiment central, le grand escalier des Dames, et certains bâtiments, inscription par arrêté du 20 mars 1945 pour les parties non classées de l'établissement et classement par arrêté du 17 décembre 1945 pour les bâtiments et partie de trois perspectives reliant l'école au parc de Versailles.

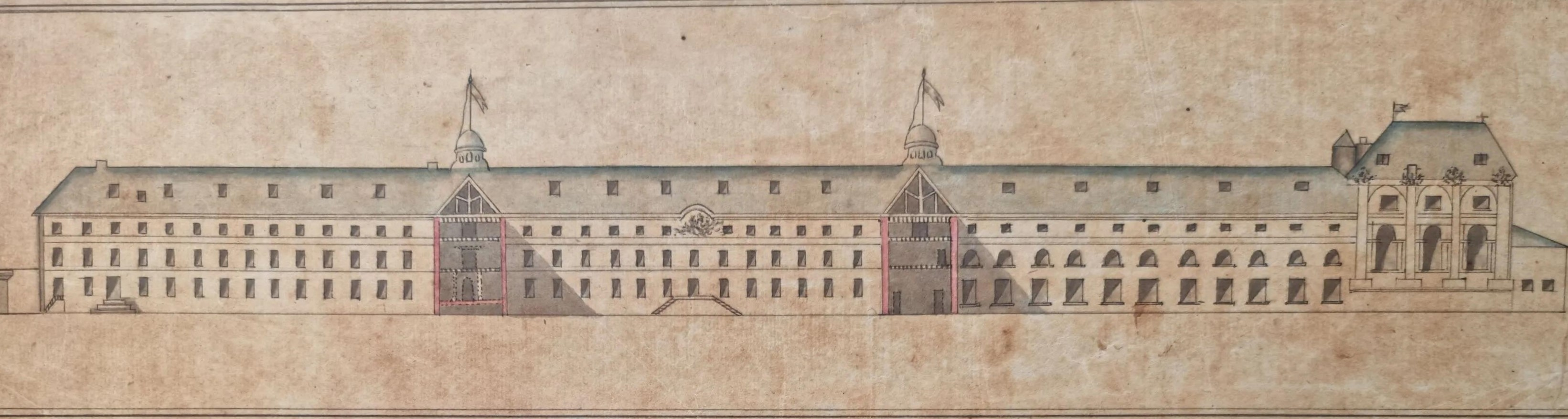
Schéma de coupe de l'école de Saint-Cyr du côté du parterre, XVIIIe siècle, localisation inconnue.
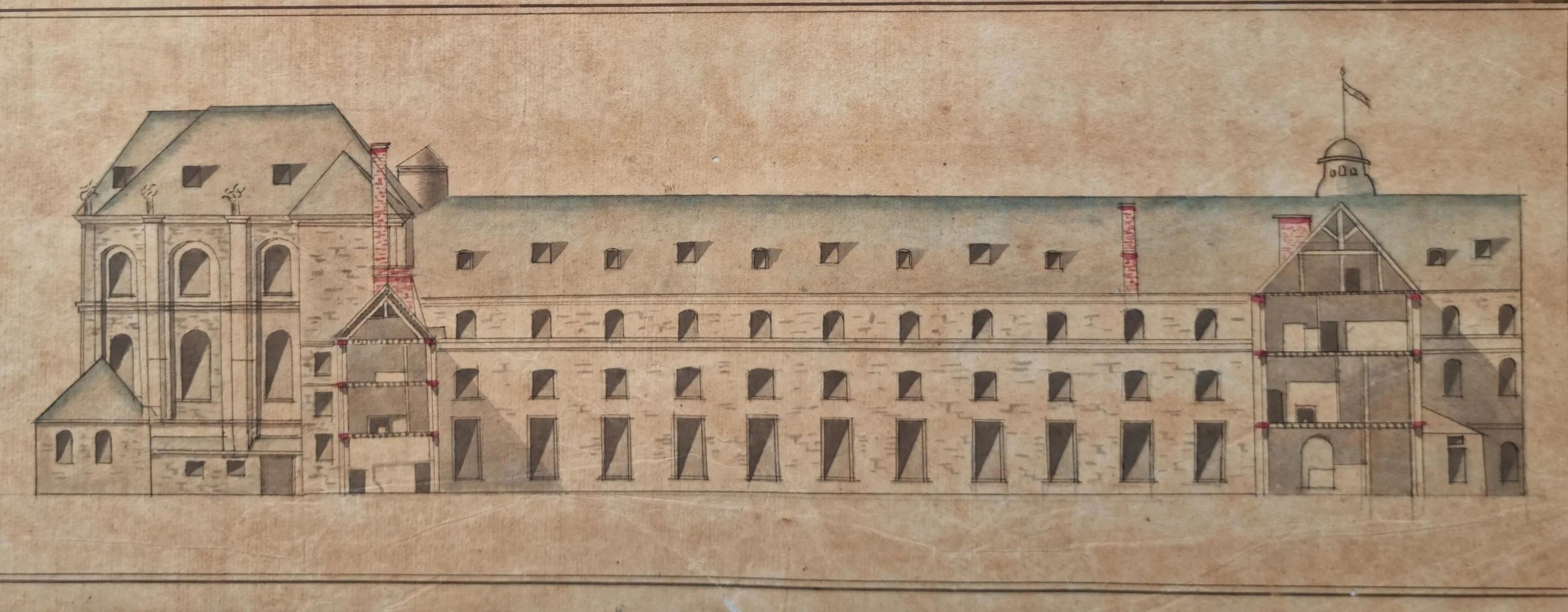
Schéma de coupe de l'école de Saint-Cyr du côté de l'entrée, XVIIIe siècle, localisation inconnue

## L'enseignement

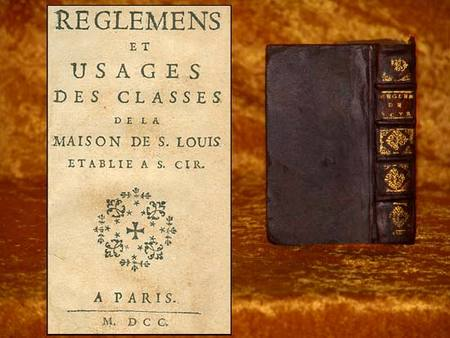
Règlement de la Maison royale de Saint-Louis (1700).

Le règlement, souvent appelé les Constitutions, précisait dans son article 54 « Ce qu'il faut apprendre aux demoiselles » :
« Premièrement à connoistre Dieu et la religion […] Il leur faut inspirer une grande horreur du vice et un grand amour pour la vertu […]. Il faut leur apprendre les devoirs d'une honnête femme dans son ménage, à l'égard de son mari, de ses enfants et de ses domestiques […]. On leur apprendra à se tenir de bonne grâce […] on leur apprendra parfaitement à lire, à écrire l'orthographe, l'arithmétique […] On leur doit apprendre à peigner, à coiffer, quand elles sont destinées à servir […] »
Chaque classe avait un programme approprié à l'âge des élèves :
- les « rouges » apprenaient la lecture, l'écriture et le calcul, recevaient leurs premières leçons de catéchisme et des rudiments d'histoire religieuse et de latin ;
- les « vertes » continuaient ces matières et y ajoutaient l'histoire et la géographie ;
- les « jaunes » apprenaient également le dessin, le chant, la danse, le théâtre et la musique ;
- les « bleues » étaient initiées à l'héraldique, à l'histoire de l'Église et avaient des cours de morale plus poussés.

Toutes les journées des pensionnaires se déroulaient selon le même emploi du temps : elles se levaient à 6 h du matin et se rendaient en classe à 7 h pour les premières prières avant de prendre leur repas du matin au réfectoire. Elles étudiaient ensuite de 8 h à midi, puis allaient dîner. La récréation durait jusqu'à 14 h, puis elles reprenaient les cours jusqu'à 18 h, puis allaient souper, pour finalement se coucher à 21 h. Chaque moment de la journée était ponctué d'une prière. Cet emploi du temps était plus court que celui de la plupart des couvents, où les élèves devaient se lever à 4 h du matin pour les prières de matines.
L'aide aux tâches domestiques de la Maison royale faisait partie de l'éducation des élèves. Les plus âgées, et particulièrement les « bleues » et les « noires », devaient aider au réfectoire ou à l'infirmerie, ou coudre des robes et du linge destinées à leurs camarades ou aux dames éducatrices.
Les récréations étaient importantes, et Madame de Maintenon encourageait les élèves à les employer à des jeux d'esprit comme les échecs ou les dames. En revanche, les jeux de cartes étaient interdits.
Selon les désirs de Madame de Maintenon, l'éducation donnée à Saint-Cyr se démarquait de ce qui se pratiquait traditionnellement dans les couvents, où l'instruction scolaire était insuffisante et trop axée sur la religion. Les élèves de la Maison royale étaient éduquées en futures femmes de la noblesse, recevant une éducation sévère, mais qui faisait preuve de modernité pour l'époque, en particulier en ne négligeant pas les connaissances au profit de l'éducation religieuse. En exigeant que le costume n'ait rien de l'austérité d'un habit religieux, mais s'apparente aux tenues de cour, Madame de Maintenon entendait que les demoiselles soient élevées comme des filles du monde et cultivent une certaine coquetterie ; aussi leur faisait-elle donner une multitude de faveurs, de rubans et de colifichets pour se parer et se coiffer. Les arts étaient également enseignés à Saint-Cyr : la musique instrumentale, le dessin, le chant, la danse, et particulièrement le théâtre, pratique qui était courante dans les collèges de garçons, notamment ceux de la Compagnie de Jésus. Le personnel éducatif de la Maison royale n'était pas religieux, ce qui n'était pas rare, et  n'était affilié à aucun ordre religieux.
Cette singularité n'empêchait pas la Maison royale d'avoir une discipline très stricte : les élèves n'avaient pas de vacances et n'étaient censées voir leurs familles que quatre fois par an maximum, au parloir (contrairement aux élèves des collèges jésuites qui quittaient leur établissement fin août pour des vacances). Les dortoirs n'étaient pas chauffés et les lits étaient volontairement durs afin de ne pas « amollir » les pensionnaires. Leur toilette se faisait uniquement à l'eau froide.
À partir de 1698, Madame de Maintenon apporta à l'enseignement de la Maison royale une modification inédite : chaque classe n'était plus placée globalement sous la direction de ses maîtresses, mais divisées en « familles » de huit à dix élèves, possédant chacune leur « mère », généralement l'élève la plus âgée du groupe, et placée sous la responsabilité d'une des maîtresses de la classe. Chaque famille avait dans la classe son banc attitré, de forme semi-circulaire : les élèves se plaçaient autour de la partie convexe, la maîtresse au centre.

## Le trouble causé par l’Estherde Jean Racine

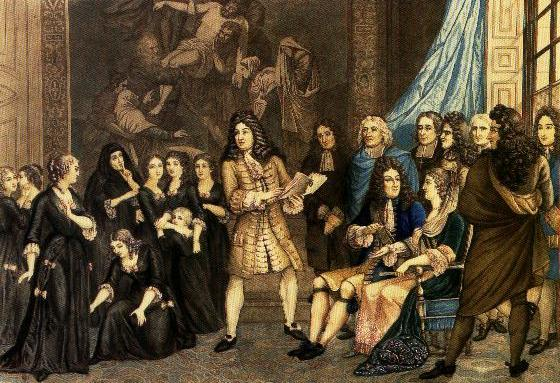
Racine fait répéter Esther par les élèves de Saint-Cyr devant Louis XIV et Mme de Maintenon (1830), peinture anonyme, Rouen, musée national de l'Éducation.

Les élèves de Saint-Cyr s'exerçaient d'abord au théâtre en jouant des pièces écrites par Madame de Brinon, puis les Conversations écrites pour elles par Madame de Maintenon sur différents sujets de morale. Elles jouèrent par la suite des tragédies de Tristan L'Hermite (La Mariane), de Corneille (Polyeucte, Cinna) et de Racine (Alexandre), mais Madame de Maintenon s'opposa à cette pratique. La légende veut qu'elle se soit inquiétée de voir les Demoiselles jouer avec trop d'ardeur les scènes de passion amoureuse. Elle souhaitait reprendre la main sur l'institution et vit dans les capacités dramatiques des élèves une opportunité à saisir pour consolider la réputation de la Maison Royale et la sienne propre. Elle retira progressivement sa confiance à Mme de Brinon. Depuis 1687, cette dernière reprochait fréquemment à Mme de Maintenon d'être trop présente dans l'établissement et d'empiéter sur le rôle de la supérieure. Supérieure à vie, Mme de Brinon ne pouvait être remplacée, mais une lettre de cachet la renvoya le 10 décembre 1688. À sa place, Madame de Loubert, auparavant secrétaire de Madame de Maintenon, devint supérieure le 19 mai 1689, à 22 ans.
À la demande de Mme de Maintenon, Racine, courtisan et historiographe du roi, écrivit donc pour les pensionnaires une courte tragédie biblique, Esther, que Mme de Maintenon projeta de faire représenter devant le roi et la cour. Cette pièce comportait des intermèdes musicaux exécutés par un chœur à trois voix, dont se détachent des solistes, et un petit ensemble instrumental. Esther fut représentée pour la première fois le 26 janvier 1689 à Saint-Cyr en présence de Louis XIV, de Madame de Maintenon et de nombreux autres courtisans. Les filles qui jouèrent cette pièce, pour la plupart des « jaunes », reçurent de Madame de Maintenon des costumes ornés de diamants et de pierres précieuses ; celle-ci fit également exécuter des décors par Jean Bérain, le décorateur des spectacles de la cour, et la musique de la pièce fut jouée par les musiciens de la chambre du roi. La représentation coûta au total plus de 14 000 livres. Il y eut d'autres représentations en février, puis au carnaval de 1690 pendant lesquelles Marguerite de Villette, âgée de 16 ans et mariée à 13 ans au marquis de Caylus, tenait le rôle d'Esther.
Le succès fut important auprès du roi et des courtisans, si bien que ceux-ci considéraient comme un grand honneur d'être invités à une représentation. Mais l'affaire déplut rapidement à Madame de Maintenon, qui craignit que les demoiselles de Saint-Cyr deviennent la proie des courtisans, et surtout que ce retentissement les rende trop orgueilleuses.

## Les soutiens par des musiciens royaux

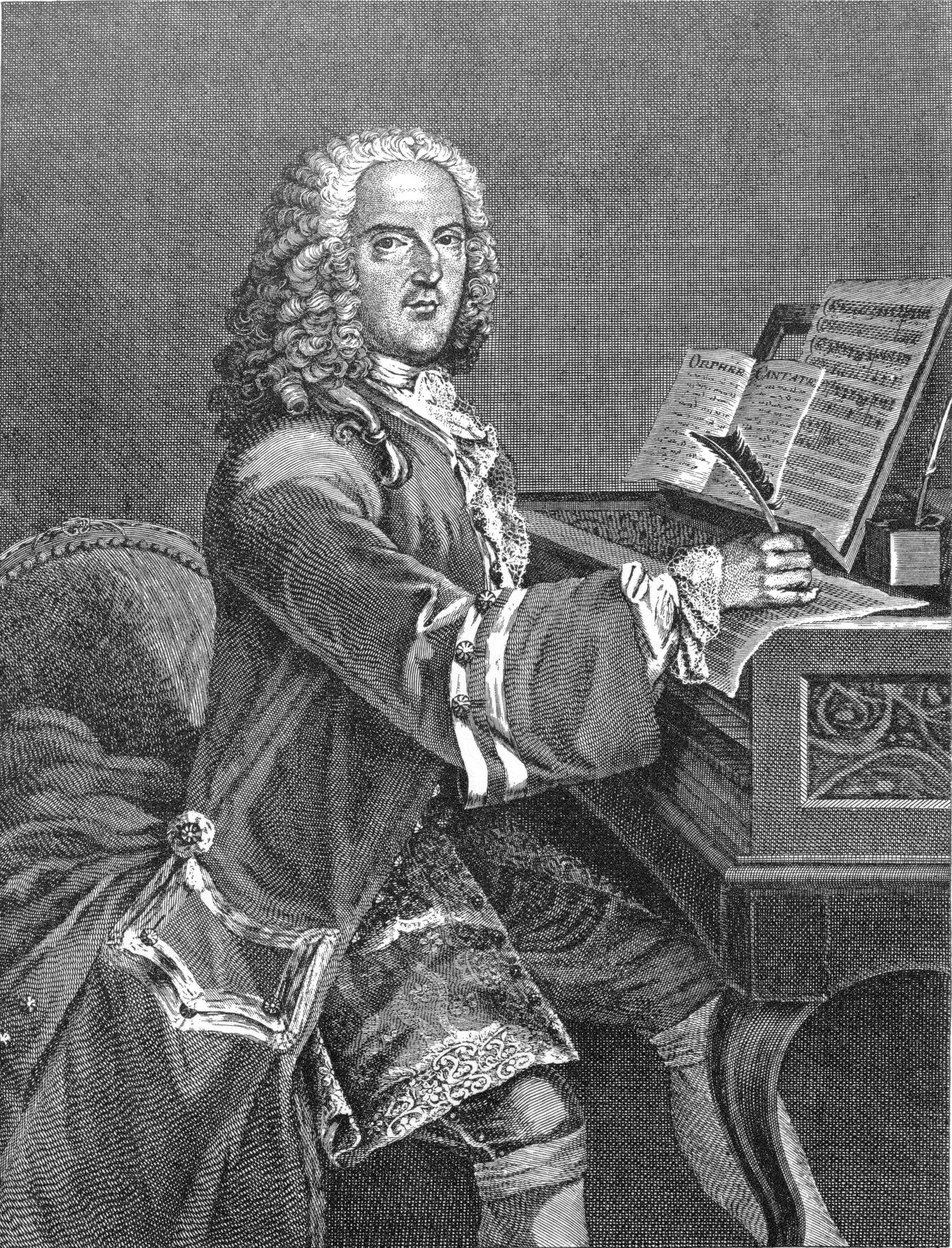
Louis-Nicolas Clérambault, musicien des Demoiselles de Saint-Cyr. Gravure de Louis-Simon Lempereur.

Le succès d'Esther fut cependant suivi du demi-échec d'Athalie en 1691. Malgré cela, Racine écrivit pour Saint-Cyr quatre cantiques spirituels en français. La préface indique qu'il avait lu ses cantiques devant le roi. Jean-Baptiste Moreau, compositeur des intermèdes d'Esther puis d'Athalie et d'autres tragédies spirituelles écrites pour Saint-Cyr, mit en musique trois des quatre cantiques de Racine (musique imprimée en 1694, tandis que Michel-Richard Delalande (surintendant de la musique du roi) se serait chargé d'un quatrième. Pascal Collasse mit lui aussi les quatre cantiques en musique, bientôt suivi de Jean-Noël Marchand (dont les cantiques sont restés manuscrits).
Les Demoiselles ont chanté de nombreuses autres œuvres musicales, noitamment les intermèdes de Jean-Baptiste Moreau pour les tragédies de Claude Boyer et de Joseph-François Duché de Vancy. Les Demoiselles chantaient aussi en latin lors des offices religieux. La messe était célébrée essentiellement en plain-chant, activité documentée par le rôle qu'a joué l'organiste Guillaume-Gabriel Nivers. Les adolescentes étaient associées à cette pratique destinée avant tout aux adultes de la Maison.

## L'extension des controverses et la transformation en couvent

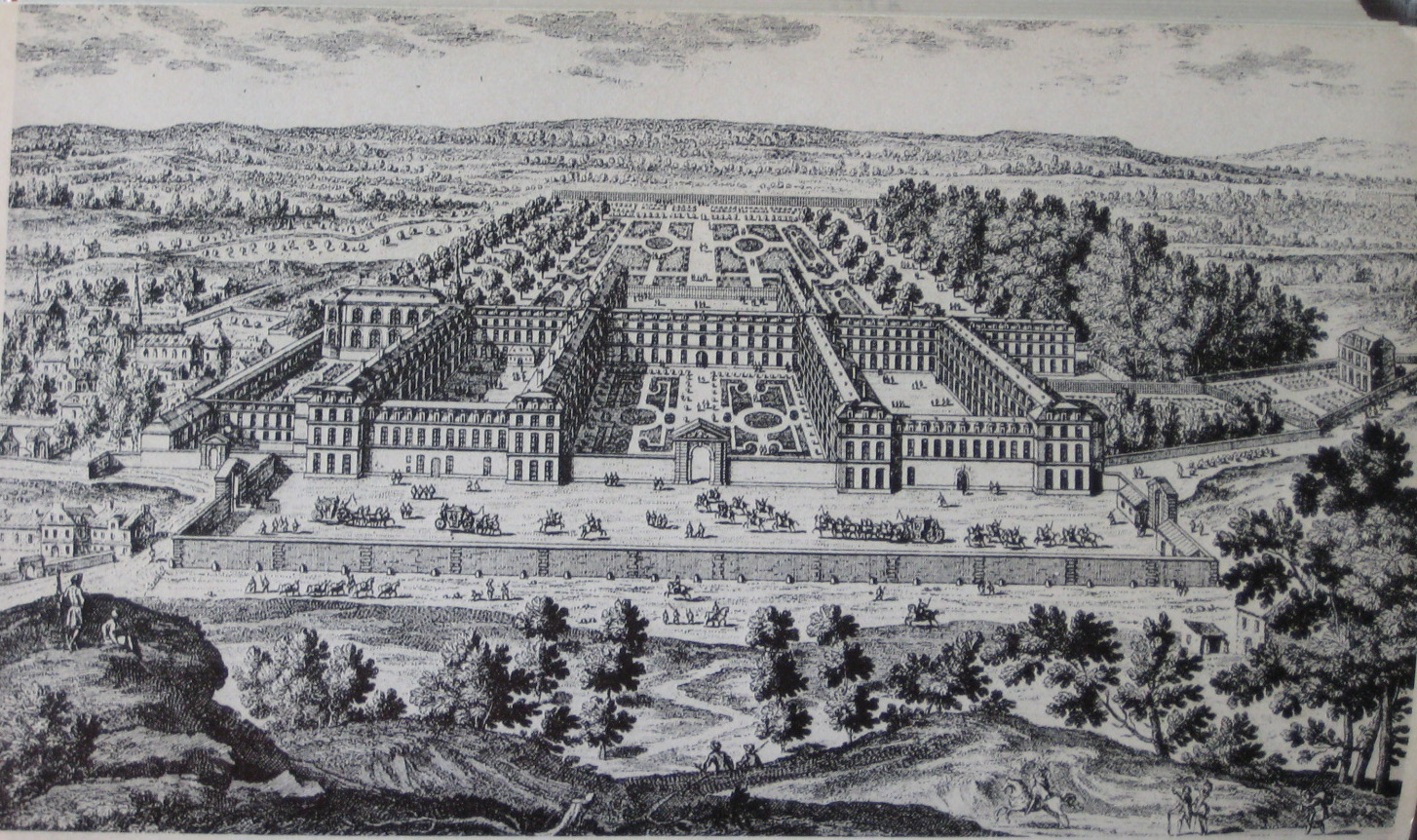
Vue de la Maison royale de Saint-Louis au début du XVIIIe siècle.

Après la représentation d'Esther, Madame de Maintenon pensa cesser toute représentation théâtrale à Saint-Cyr, mais le roi demanda que la nouvelle pièce de Racine, Athalie, soit jouée ; elle le fut à partir du 5 janvier 1691. Les représentations eurent lieu dans la plus grande discrétion, sans autres costumes que les uniformes de Saint-Cyr, et en présence uniquement de la famille royale, sauf celle du 22 janvier qui eut lieu en présence du roi et de la reine d'Angleterre en exil, ainsi que de Fénelon et quelques évêques.
Les deux directeurs de conscience de Madame de Maintenon, Fénelon et l'abbé Paul Godet des Marais, devenu évêque de Chartres, lui demandèrent de renoncer à la gloire et de faire revenir à Saint-Cyr « l'humilité et la simplicité ». La discipline de l'école devint plus stricte, la coquetterie et les livres jugés trop profanes, admis aux débuts de la Maison royale, furent bannis. Madame de Maintenon recommandait également de ne pas hésiter à punir les élèves et à contenir leur orgueil :
« Nos filles ont été trop considérées, trop caressées, trop ménagées ; il faut les oublier dans leurs classes, leur faire garder le règlement de la journée et ne pas leur parler d'autre chose. »
Elle demanda également que soit bannie de la Maison royale toute présence masculine, à l'exception des prêtres, qui ne devaient rencontrer les pensionnaires qu'au confessionnal.
L'Église et les jansénistes condamnèrent la représentation d'Esther et le manque de discipline qui semblait régner à Saint-Cyr, ajoutant qu'il ne fallait pas confier l'éducation de jeunes filles à des laïques. De plus, le statut non-conventuel de la Maison royale donnait lieu à une incongruité : les revenus de l'Abbaye de Saint-Denis servaient à financer une maison séculière. Madame de Maintenon elle-même, alors qu'elle et Louis XIV ne voulaient pas d'un couvent, admit que la tentative qu'elle avait faite de donner à Saint-Cyr une éducation mondaine avait échoué, et accepta la transformation de la Maison royale en couvent.
Alors qu'en novembre 1692, le pape prononçait l'extinction du titre abbatial de Saint-Denis, la transformation de la Maison royale en couvent fut décidée en septembre 1692 ; la requête au pape fut faite par Godet des Marais.
C'est le Breton Louis Quéméner (Le Conquet, 1643 - Surat, 1703), procureur des Missions étrangères et futur évêque de Surat en Inde qui, de retour de Chine, fut chargé par Godet des Marais d’obtenir du pape l’approbation de la constitution en couvent de la Maison de Saint-Cyr. Débarqué à Rome le 10 juin 1692, il eut une première entrevue secrète et particulière avec le pape Innocent XII le 26 novembre 1692. L’entrevue se déroula en espagnol, langue que pratiquait le souverain pontife et aussi Quéméner, dont le séjour au Vatican se prolongea jusqu’en 1697.
La conversion fut effective le 1er décembre. Les éducatrices eurent le choix entre prononcer des vœux solennels et devenir religieuses, ou quitter la Maison royale. De 1692 à 1694, la mère Priolo, du couvent de Chaillot, fut chargée de leur instruction pendant leur noviciat.
Au début de l'année 1694, Madame de Loubert fut remplacée par Madame de Fontaines, mais Madame de Maintenon, de plus en plus présente à Saint-Cyr, fut reconnue comme supérieure honoraire chargée du spirituel et du temporel.
La Maison royale de Saint-Louis se trouva au beau milieu de l'affaire du quiétisme, quand Madame Guyon, qui s'était liée d'amitié à Madame de Maintenon, fut accueillie par elle à Saint-Cyr à partir de 1689. L'exemple de ses extases influença très rapidement les élèves, ce qui inquiéta Madame de Maintenon ; de plus, celle-ci fut vivement critiquée par les jansénistes qui l'accusèrent de laisser des pensées hérétiques se répandre. Elle finit par renvoyer la mystique de Saint-Cyr en 1694, avant de se séparer en 1696 de Fénelon qui soutenait Madame Guyon, et de retirer ses livres de la Maison royale. Elle renvoya finalement en 1698 les dernières adeptes du quiétisme encore présentes à Saint-Cyr, Madame de la Maisonfort, cousine de Madame Guyon, et Madame du Tourp, mettant fin à l'affaire du quiétisme à Saint-Cyr.
À la mort de Louis XIV en 1715, Madame de Maintenon se retira à Saint-Cyr jusqu'à sa mort le 15 avril 1719. Elle fut embaumée et enterrée dans la chapelle de l'école le 18 avril.
Par la suite, la Maison royale de Saint-Louis continua de fonctionner dans la plus grande discrétion, la succession à Louis XIV par Louis XV et la mort de Madame de Maintenon lui ayant enlevé son statut d'établissement à la mode. Cependant, le 6 septembre 1715, le Régent, lors d'une visite à Madame de Maintenon à Saint-Cyr, lui avait garanti que tous les avantages acquis par la Maison royale seraient conservés.

## La fin des «Demoiselles de Saint-Cyr»

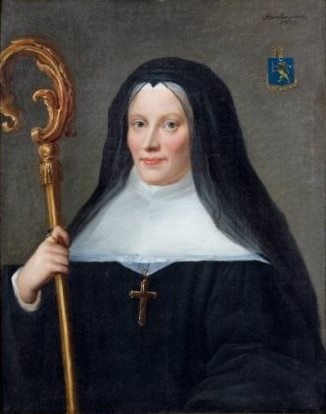
Johann Julius Heinsius, Marguerite de Guillermin, dernière abbesse de Saint-Cyr (1787), localisation inconnue.

Sous Louis XV, l'établissement fut géré par le duc de Noailles puis par Henri François de Paule Lefèvre d'Ormesson. Les idées novatrices de la Maison royale s'affaiblirent et l'éducation qui y était donnée fut critiquée, d'abord par Louis XV lui-même dans les années 1730, qui refusa d'envoyer ses filles à Saint-Cyr :
« Ces filles sont des bégueules. […] Elles sont élevées de manière qu'il en faudrait faire toutes des dames du palais, sans quoi elles sont malheureuses et impertinentes. »
En 1750, le marquis d'Argenson affirma de même :
« Cependant l'on sait que l'établissement de Saint-Cyr n'est bon à rien. Il n'en résulte que des bégueules, qu'on ne saurait marier dans leurs campagnes ou qui font enrager leurs maris. »
En 1786, Élisabeth de France, sœur de Louis XVI, fit célébrer le centenaire de la Maison royale de Saint-Louis, et un feu d'artifice fut tiré dans la cour de l'établissement. Mais Louis XVI ne s'y rendit pas en personne et assista au feu d'artifice depuis les terrasses de Versailles.
La Révolution française, et particulièrement l'abolition des privilèges de la noblesse et du clergé, remirent en cause la raison d'être de la Maison royale de Saint-Louis. Comme palliatif, un décret de Louis XVI en 1790 autorisa l'admission des jeunes filles non issues de la noblesse dans l'établissement, mais l'Assemblée législative décréta sa fermeture le 16 août 1792 ; celle-ci fut effective en mars 1793 avec le départ du personnel et des pensionnaires encore présentes.
Dès octobre 1793, les bâtiments furent transformés en hôpital militaire et le restèrent jusqu'en 1798. Plus tard, en 1808, Napoléon Ier y installa son École spéciale militaire, qui demeura sur place jusqu'à la Seconde Guerre mondiale.
Depuis la seconde moitié du XXe siècle, les bâtiments de la Maison royale, restaurés, abritent le lycée militaire de Saint-Cyr.

## Influence et postérité de la Maison royale de Saint-Louis
Du vivant de Madame de Maintenon, plusieurs établissements furent créés ou transformés sur le modèle de la Maison royale de Saint-Louis, généralement par d'anciennes élèves. En 1705, le couvent de Bernardines de Gomerfontaine, situé dans le diocèse de Beauvais près de Trie (actuellement Trie-Château), fut pris en charge par Madame de la Viefville ou Viesville, ancienne Demoiselle de Saint-Cyr qui en devint l'abbesse. En 1712, Madame de la Mairie, une autre ancienne Demoiselle de Saint-Cyr, fit réformer le couvent de Bisy sur les conseils de Madame de Maintenon. Toutes deux firent donner dans leurs établissements une éducation analogue à celle de la Maison royale, et plusieurs anciennes Demoiselles y furent envoyées comme éducatrices.
D'autres anciennes Demoiselles, au fur et à mesure qu'elles entraient dans des couvents, y répandirent la pédagogie de la Maison royale, ce qui modifia progressivement les méthodes pédagogiques de tous les couvents importants, qui prirent davantage en compte l'instruction et le bien-être de leurs élèves, et non plus l'éducation religieuse avant tout.
Napoléon Ier, qui rendait visite à sa sœur Élisa Bonaparte, à la Maison royale de Saint-Louis lorsqu'elle y était pensionnaire (de juin 1784 au 31 août 1792), s'inspirera de cet établissement pour créer la Maison d'éducation de la Légion d'honneur. En Russie, Madame de Lafont (1717-1797) s'inspira de la Maison royale de Saint-Louis pour l'institut Smolny de Saint-Pétersbourg.

## Anciennes «Demoiselles de Saint-Cyr» célèbres
- Marthe-Marguerite Le Valois de Villette de Mursay, nièce de Madame de Maintenon et marquise de Caylus.
- Louise de Maisonblanche, fille illégitime et non reconnue de Louis XIV.
- Élisa Bonaparte, sœur de Napoléon Ier et grande-duchesse de Toscane.

## Anciens aumôniers
- François Gobelin (mort en 1692), confesseur de madame de Maintenon, premier aumônier.

## Musique pour Les Demoiselles de Saint-Cyr
Musiciens officiels en service de l'établissement :
- Jean-Baptiste Moreau (voir section Les soutiens par des musiciens royaux) au moins entre 1689 et 1694 ;
- Pascal Collasse, compositeur au service de la Maison royale de Saint Louis : quatre Cantiques spirituels d'après les textes de Racine publiés en 1694 pour Saint-Cyr (1695) ;
- Guillaume Gabriel Nivers, directeur à partir de 1696[33] :
  - Cantique sur la conformité à la volonté de Dieu ;
  - Chants de Jephté ;
  - Le Temple de la paix ;
  - Opéra de la vertu ;
  - Opéra de sceaux ;
  - Chants d'église de la Maison Royalle [sic] des Dames de St. Loüis à St Cyr :
    - tome I (Nivers et Clérambault) 16.. ou 170[34] ;
    - tome II (Nivers) 1702 ou après[35] ;

  - Chants d'église, seconde partie (Nivers et un O salutaris Hostia de Clérambault), 1708[36] ;
- Louis-Nicolas Clérambault, compositeur au service à partir de 1710 :
  - Airs spirituels et moraux ;
  - Six livres de Motets ;
  - Un oratorio (Histoire de la femme adultère) ;
  - Miserere, hymnes ;
  - Magnificat ;
  - Te Deum.

### Évocation cinématographique et littéraire
- Saint-Cyr, 2000, film de Patricia Mazuy.
- Les Colombes du Roi-Soleil d'Anne-Marie Desplat-Duc, série de quinze romans historiques, Flammarion, 2005-2015.